# Кьонджон (ван Корьо)
Кьонджон (кор. 경종, 景宗, Gyeongjong, Kyŏngjong); ім'я при народженні Ван Джу (кор. 왕주, 王伷, Wang Ju, Wang Ju; 9 листопада 955 — 13 серпня 981) — корейський правитель, п'ятий володар Корьо.
Був старшим сином і спадкоємцем Кванджона. Зійшов на трон після смерті батька 975 року.
Кьонджон створив у державі систему землевпорядкування. В другій половині свого правління Ван відійшов від державних справ і не переймався політикою.